# 076型強襲揚陸艦
076型強襲揚陸艦（076がたしゅうようりくかん、英: 076-class landing helicopter assault）は、中国人民解放軍海軍が建造している強襲揚陸艦（LHA）の艦級。人民解放軍海軍での名称は076型強襲揚陸艦（中: 076型两栖攻击舰）、NATOコードネームはユイラン型（英: Yulan-class landing helicopter assault）と呼称されている。一番艦の名称から、四川級強襲揚陸艦とも呼ばれる。
前級である075型と比較すると、076型は排水量と飛行甲板が大幅に大きくなり、航空機運用能力の強化が推測される。また、無人戦闘攻撃機（UCAV）を効率よく運用するための電磁式カタパルトとアレスティング・ギアが搭載される。

## 開発経緯
2020年7月、076型に関連する公式提案依頼書（RFP）「XX6プロジェクト」がインターネット上で発見された。
1番艦は上海の滬東中華造船で建造され、当初予定されていた2025年の進水よりも前倒しされ、2024年12月27日に進水した。艦名は四川である。

## 設計
076型には、全通飛行甲板、航空機用格納庫、ウェルドック、二つ航空機用エレベーター、複数の兵装用エレベーターがある。艦橋構造物には、デュアルバンド回転AESAレーダーが搭載される。また、前後に分かれた「ツイン・アイランド」方式が採用された。この艦はヘリコプターや無人偵察機、またはオプションで有人航空機の運用を目的としている。J-35、WZ-7、GJ-11などの搭載が想定される航空機は、航空母艦「福建」に搭載されているものと同サイズの電磁カタパルトから発進できるとされている。船尾には、上陸用舟艇やエア・クッション型揚陸艇が収容できるウェルドックが設置される。必要な電力は2×21MWガスタービンと6×6MWディーゼルの両エンジンによって生成される。
2023年12月、武漢市にある実物大の空母モックアップに、GJ-11あるいはその発展型と見られる機体のモックアップが設置されていることが衛星画像から確認された。軍事ライターのトーマス・ニューディックは、これは実験段階に過ぎないものの人民解放軍海軍にGJ-11が配備される可能性があると指摘している。

## 比較表
|              |            | アメリカ級 フライト1  | 076型                     | 075型                     | トリエステ                        | フアン・カルロス1世                            | ミストラル級                      |
| ------------ | ---------- | --------------------- | ------------------------- | ------------------------- | --------------------------------- | ---------------------------------------------- | --------------------------------- |
| 船体         | 満載排水量 | 45,000 t              | 41,000 t                  | 36,000 - 40,000 t         | 38,000 t                          | 27,082 t                                       | 21,500 t                          |
| 船体         | 全長       | 257.3 m               | 252 m                     | 232 m                     | 245 m                             | 230.82 m                                       | 210 m                             |
| 船体         | 全幅       | 32.3 m                | 43 m                      | 36 m                      | 36 m                              | 32 m                                           | 32 m                              |
| 機関         | 方式       | CODLOG                | IFEP                      | CODAD                     | CODOG＋電気推進                   | CODAGE                                         | ディーゼル・エレクトリック        |
| 機関         | 出力       | 70,000 hp             | 不明                      | 65,000 hp                 | 102,000 hp                        | 29,500 hp                                      | 19,040 shp                        |
| 機関         | 速力       | 22 kt                 | 不明                      | 22 kt                     | 25 kt                             | 19.5 kt                                        | 18.8 kt                           |
| 兵装         | 砲熕       | ファランクスCIWS×2基  | H/PJ-11 CIWS×2-3基        | H/PJ-11 CIWS×2-3基        | 76mm単装砲×3基                    | 20mm機関銃×4基                                 | 30mm単装機関砲×2基                |
| 兵装         | 砲熕       | 12.7mm連装機銃×7基    | H/PJ-11 CIWS×2-3基        | H/PJ-11 CIWS×2-3基        | 25mm単装機関砲×3基                | 12.7mm機関銃×2基                               | 12.7mm機関銃×4基                  |
| 兵装         | ミサイル   | ESSM 8連装発射機×2基  | HHQ-10 18連装発射機×2-3基 | HHQ-10 18連装発射機×2-3基 | VLS×16セル （アスターまたはCAMM） | －                                             | SIMBAD 2連装発射機×2基            |
| 兵装         | ミサイル   | RAM 21連装発射機×2基  | HHQ-10 18連装発射機×2-3基 | HHQ-10 18連装発射機×2-3基 | VLS×16セル （アスターまたはCAMM） | －                                             | SIMBAD 2連装発射機×2基            |
| 航空運用機能 | 飛行甲板   | 全通（STOVL対応）     | 全通                      | 全通                      | スキージャンプ勾配つき全通        | スキージャンプ勾配つき全通                     | 全通                              |
| 航空運用機能 | 搭載機数   | F-35B×6機             | 不明                      | ヘリコプター×30機         | F-35B×4-8機                       | AV-8B×10機 ※将来はF-35Bも考慮                  | ヘリコプター×16機                 |
| 航空運用機能 | 搭載機数   | ヘリコプター×20機以上 | 不明                      | ヘリコプター×30機         | ヘリコプター×6-9機                | ヘリコプター×12機                              | ヘリコプター×16機                 |
| 輸送揚陸機能 | 舟艇       | LCAC-1級×2隻          | LCAC×2-3隻                | LCAC×2-3隻                | 70 t LCU×4隻 またはLCAC-1級×1隻   | LCM-1E型×4隻と複合艇×4〜6隻 またはLCAC-1級×1隻 | LCM×8艇 LCU×2艇またはLCAC-1級×2隻 |
| 輸送揚陸機能 | 上陸部隊   | 約1,900名             | 1,000名以上               | 約1,600名                 | 1,043名                           | 902名                                          | 短期:900名、長期:400名            |
| 同型艦数     | 同型艦数   | 9隻予定               | 不明                      | 3隻（5隻計画中）          | 1隻                               | 1隻（準同型3隻）                               | 3隻（準同型2隻）                  |

## 同型艦
2024年時点で1隻が艤装中なのが確認されている。
|   | #  | 艦名           | 建造所               | 進水            | 就役 | 配備先 |
| - | -- | -------------- | -------------------- | --------------- | ---- | ------ |
| 1 | 51 | 四川 (Sichuan) | 滬東中華造船（集団） | 2024年 12月27日 |      |        |